# Tarłag
Tarłag (ros. Тарлаг) – wieś w Rosji, w Tuwie, w kożuunie pij-chiemskim. W 2010 liczyła 486 mieszkańców.